# Palestina (kanton)
Palestina – kanton w prowincji Guayas, w Ekwadorze. Stolicą kantonu jest Palestina.